# Xudadat bəy Məlik-Aslanov

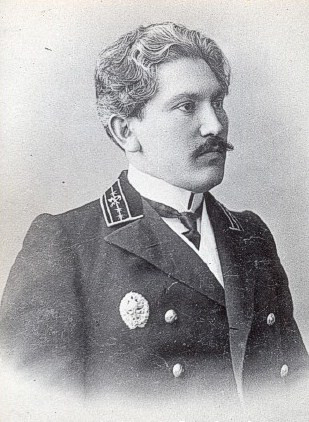
Xudadat bəy Məlik-Aslanov

Xudadat bəy Məlik-Aslanov (eingedeutscht Chudadat bäj Malikaslanow; * April 1879 im Dorf Taynaq, Provinz Ağcabədi, Ujezd Şuşa, Gouvernement Elisawetpol, Russisches Kaiserreich; † 23. Juli 1935 in Baku, Aserbaidschanische Sozialistische Sowjetrepublik, UdSSR) war ein aserbaidschanischer Staatsmann, Politiker, Ingenieur und Lehrer.

## Biographie
Nach Abschluss der allgemeinen Schulausbildung in der Realschule von Şuşa ließ er sich 1899 am Institut der Eisenbahningenieure in Sankt Petersburg einschreiben. Finanziert wurde sein Studium durch den aserbaidschanischen Philanthropen Hacı Zeynalabdin Tağıyev. Məlik-Aslanov studierte zusammen mit Magomed-Ali Dachadajew, alias Machatsch, dem späteren bolschewistischen Revolutionär aus Dagestan.
Nach dem Studienabschluss im Jahr 1904 arbeitete Məlik-Aslanov als Ingenieur im Eisenbahnvermessungsbetrieb von St. Petersburg. Er zog 1905 nach Tiflis, wo er in der transkaukasischen Eisenbahnverwaltung arbeitete. Zudem war er Assistenzleiter einer Straßenverkehrsbehörde im Gebiet des Suramipasses. Parallel zu seiner Arbeit veröffentlichte Məlik-Aslanov wissenschaftliche Artikel über bestehende Probleme und künftige Entwicklungsaussichten des Eisenbahnwesens im Russischen Reich.
Nach der Februarrevolution 1917 wurde Məlik-Aslanov zum Vertreter der Provisorischen Regierung bei der Transkaukasischen Eisenbahn in Tiflis ernannt. Ein halbes Jahr später wurde er zum Kommissar des Ministeriums für Eisenbahnverkehr des Transkaukasischen Kommissariats und im April 1918 zum Minister für Eisenbahnverkehr der Transkaukasischen Föderativen Republik berufen.

## Tätigkeit während der Demokratischen Republik Aserbaidschan
Mit der Gründung der Demokratischen Republik Aserbaidschan (DRA) Ende Mai 1918 trat Məlik-Aslanov als Minister für Eisenbahnverkehr Aserbaidschans in die Regierung von Fətəli Xan Xoyski ein. Er war gleichzeitig Minister für Post und Telegrafie der Republik. Während der 23-monatigen Existenz der DRA saß Məlik-Aslanov auch als Abgeordneter im Parlament des Landes.
Am 11. Juni 1919 wurde Məlik-Aslanov zum ersten Stellvertreter des staatlichen Verteidigungskomitees ernannt. Auf seine Initiative wurde eine Schule zur Ausbildung des qualifizierten Fachpersonals für die Eisenbahnen gegründet.
Im selben Jahr leitete er eine Sonderkommission, die ein Projekt für den Übergang der aserbaidschanischen Sprache zur lateinischen Schrift ausarbeiten sollte.

## Sowjetzeit. Repressalien und Tod
Nach der Sowjetisierung Aserbaidschans wurde Məlik-Aslanov 1921 Professor am Aserbaidschanischen Polytechnischen Institut (heute Aserbaidschanische Staatliche Öl- und Industrie-Universität), wo er als Dekan der Fakultät für Bau- und Verkehrswesen tätig war. 1924 rückte er zum Vorsitzenden der Industrieabteilung und der Kommission für Elektrifizierung im Obersten Wirtschaftsrat der Aserbaidschanischen SSR auf. 1928 erfolgte die Beförderung zum stellvertretenden Vorsitzenden des Obersten Technischen Komitees der Republik. Unter seiner Leitung wurde mit dem Bau der Eisenbahnlinie von Culfa nach Baku und der Baureihe Elektrozug Baku–Sabuntschi–Surachany begonnen. Bereits 1929 betonte Məlik-Aslanov die Notwendigkeit eines U-Bahnnetzes für Baku.
Mit Beginn der 1930er Jahre wurde Məlik-Aslanov zunehmend den Repressalien ausgesetzt. 1930 wurde er festgenommen und im Gefängnis von Bayıl inhaftiert. Drei Jahre später wurde er auf Geheiß von Mir Dschafar Abbassowitsch Bagirow freigelassen.
Wegen einer angeblichen Beteiligung an „konterrevolutionären Aktivitäten“ gegen die Sowjetmacht wurde Məlik-Aslanov ein Jahr nach seiner Freilassung erneut verhaftet und zu 5 Jahren Freiheitsstrafe verurteilt. Er starb am 23. Juli 1935 im Gefängnis. Erst 24 Jahre später, im Frühling 1959 wurde er wie die weiteren unzähligen Opfer der stalinistischen Säuberungen rehabilitiert.